# Marcus Hacker
Marcus Hacker (* 19. Oktober 1969 in Eggenfelden) ist ein Universitätsprofessor und Facharzt für Nuklearmedizin in Wien.

## Werdegang
Nach seinem Medizinstudium in Erlangen und München von 1989 bis 1998 und seiner Dissertation 2002 wurde Hacker 2004 zum Facharzt der Nuklearmedizin anerkannt. Ab 2007 war er als Oberarzt für kardiovaskuläre Bildgebung und stellvertretender Leiter des PET/CT der Klinik der LMU München tätig, wobei er sich 2008 habilitierte und 2009 zum leitenden Oberarzt und Stellvertreter des Direktors aufstieg. 2012 wurde Hacker zum außerplanmäßigen Professor der LMU München bestellt. Seit 2013 ist er Universitätsprofessor für Nuklearmedizin und Leiter der Klinischen Abteilung für Nuklearmedizin an der Medizinischen Universität Wien.

## Wissenschaftliche Leistung
Hacker ist beteiligt an der Etablierung neuer individualisierter Diagnose- und Behandlungsverfahren in der Nuklearmedizin und hier insbesondere in kardiovaskulären, onkologischen und neuropsychiatrischen Anwendungen. Schwerpunkte bilden hierbei die in-vivo Gewebscharakterisierung unter Auswahl geeigneter Radiopharmaka zur patientenbezogenen individuellen Risikoabschätzung. 
In der Translationalen Forschung etablierte Hacker neue Biomarker zur Identifikation mechanistischer Zusammenhänge sowie zur Translation vom Zell- oder Tiermodell zum Menschen.

## Auszeichnungen
- 2006 Dagmar-Eißner-Preis für Nuklearmedizin: Ausgezeichnete Arbeit: „Multislice Spiral CT Angiography in the non-invasive detection of functionally relevant coronary artery lesions: a comparison with Myocardial SPECT“
- 2007 Wolfgang-Becker-Preis für Nuklearmedizin: Ausgezeichnete Arbeit: „64-Slice Spiral CT Angiography does not predict the functional relevance of coronary artery stenoses in patients with stable angina“

## Ämter und Mitgliedschaften
- ehemaliger Präsident der Österreichischen Gesellschaft für Nuklearmedizin[7]
- Schriftführer und Mitglied des geschäftsführenden Vorstandes sowie Vorsitzender der Arbeitsgemeinschaft Kardiovaskuläre Nuklearmedizin der Deutschen Gesellschaft für Nuklearmedizin
- Stellvertretender Vorsitzender der Arbeitsgemeinschaft Nuklearkardiologie der DGK (Deutsche Gesellschaft für Kardiologie)